# Schutzmantelmadonna

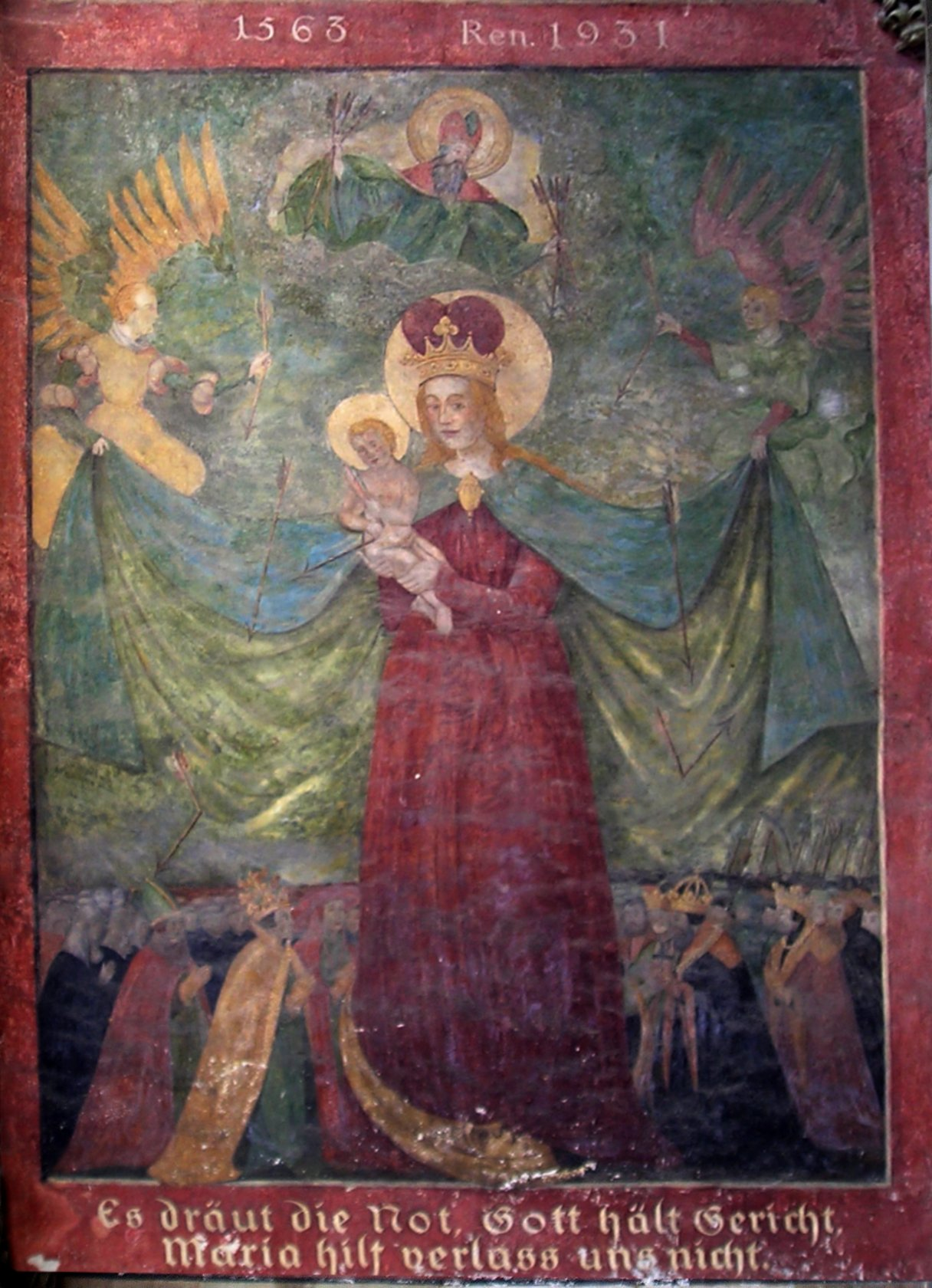
Schutzmantelmadonna am Überlinger Münster

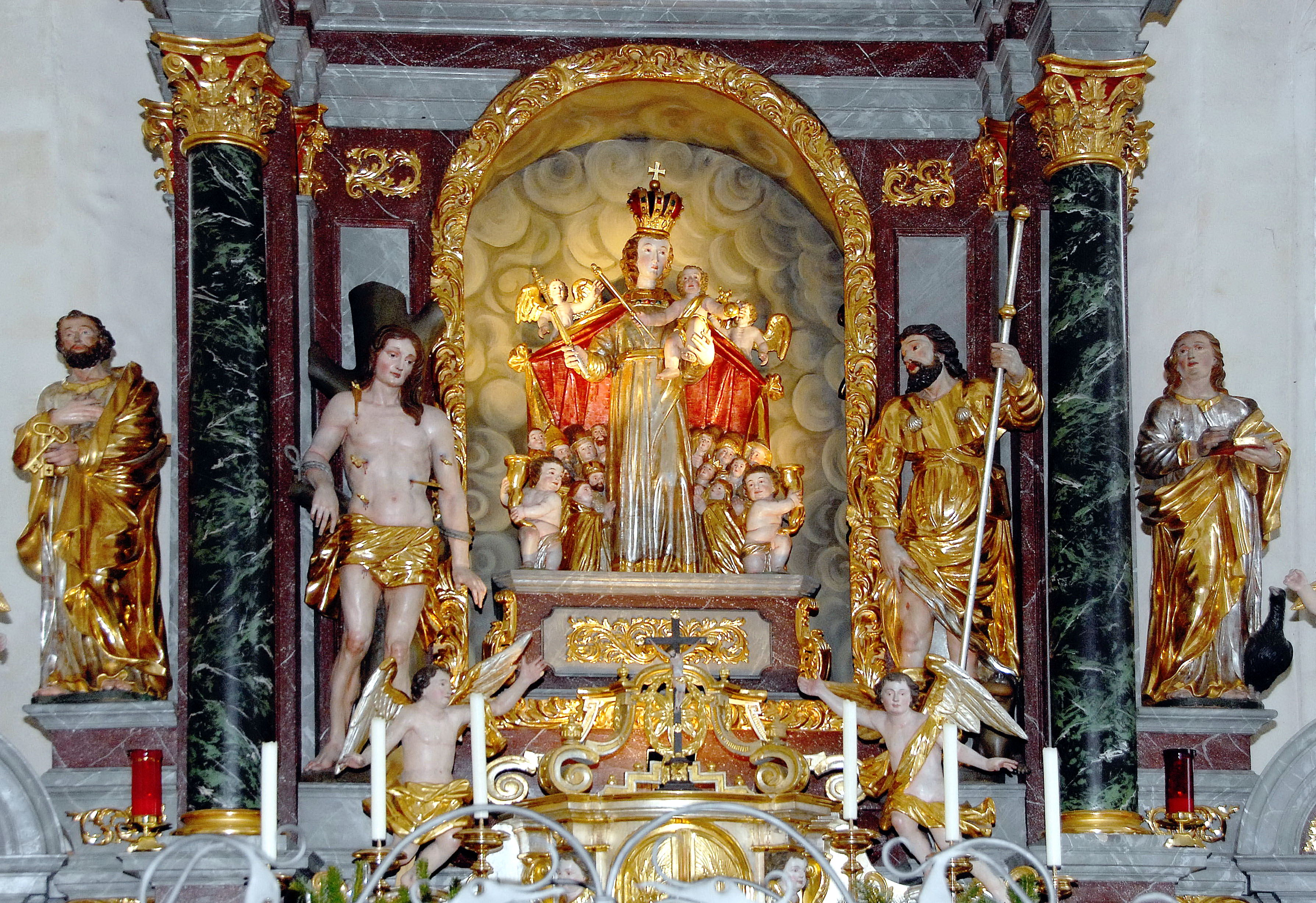
Gnadenbild der Schutzmantelmadonna in der Wallfahrtskirche Maria Gail in Kärnten

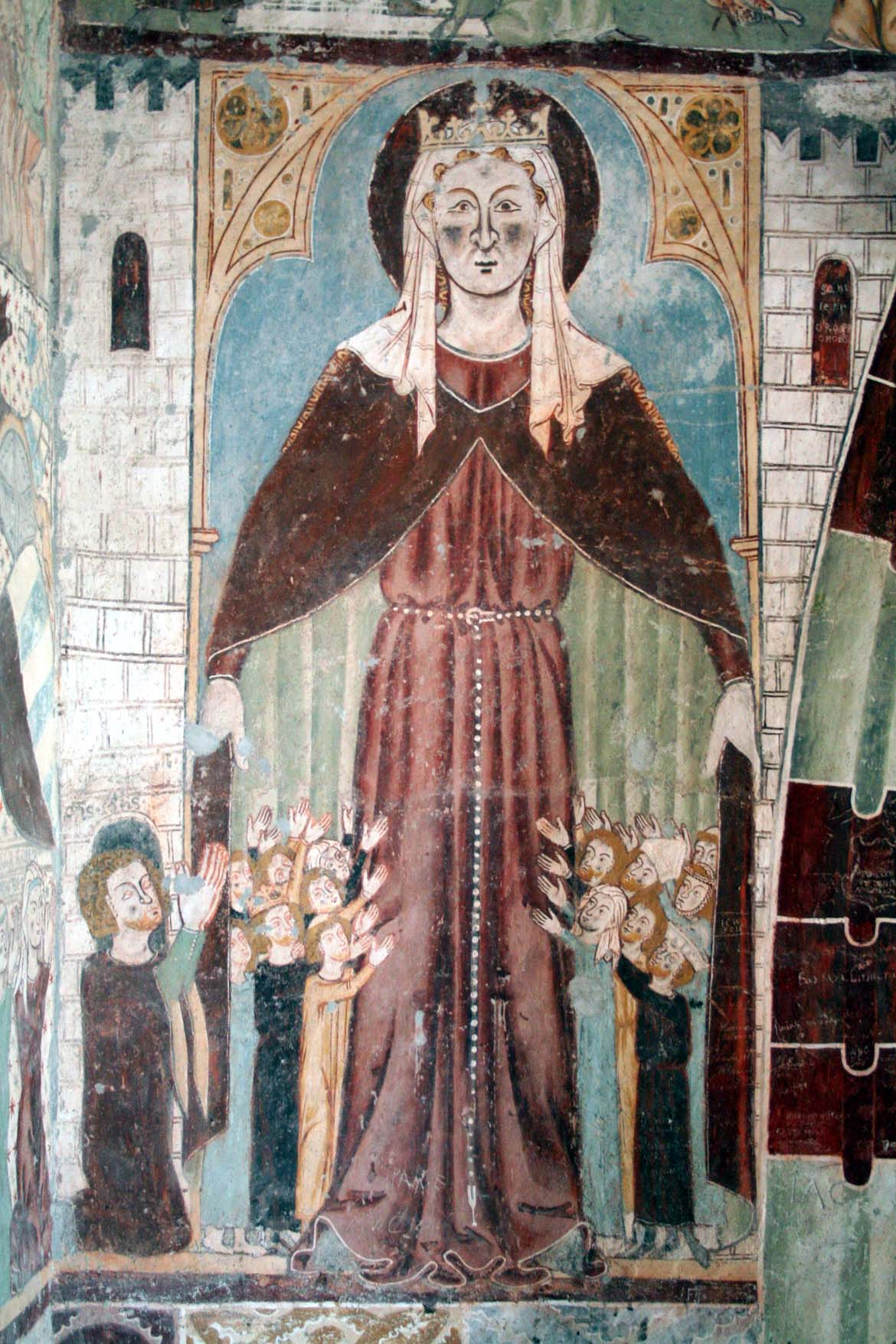
Schutzmantelmadonna an der Kirche Sogn Gieri bei Rhäzüns im Kanton Graubünden

Eine Schutzmantelmadonna ist eine Mariendarstellung („Madonna“), die die Gläubigen unter ihrem ausgebreiteten Mantel birgt. Diese Haltung symbolisiert den Schutz Mariens.

## Historischer Hintergrund
Schutzmantelmadonnen gibt es in der bildenden Kunst seit dem 13. Jahrhundert. Das Motiv basiert zunächst allgemein auf dem Rechtsbrauch des Mantelschutzes, wonach man einer Person durch Bedecken mit seinem Mantel rechtlichen Schutz gewähren konnte.
In der russisch-orthodoxen Kirche, wo die Verehrung der Schutzmantelmadonna (russ. Pokrov) Mariens seit dem 12. Jahrhundert dadurch dokumentiert ist, dass Kirchen und Klöster ihrem Patrozinium unterstellt wurden und die Schutzmantelmadonna ein eigenes Fest am 2. Oktober hat, knüpft die ikonographische Tradition noch besonders an die byzantinische Marienerscheinung des seligen Andreas Salós, des „Narren“ Christi, an, der im 10. Jahrhundert die Gottesmutter in Konstantinopel in der Blachernen-Kirche ihren Schleier vom Haupt nehmen und über die Gläubigen breiten sah (siehe Maphorion). In der russischen Tradition sind vor allem zwei Bildtypen vertreten: Maria breitet ihren Mantel aus, oder dieser wird von schwebenden Engeln über ihr gehalten.
In der römisch-katholischen Kirche waren es besonders die Zisterzienser und Dominikaner, die durch Predigten über neue Schutzmantelvisionen – in denen die Gottesmutter die Mitglieder des jeweiligen Ordens unter den besonderen Schutz ihres Mantels nimmt – die Verehrung Mariens als Schutzherrin der Gläubigen förderten.
In der Ikonographie der Westkirche wird die Schutzmantelmadonna stehend dargestellt, sofern sie nicht das Jesuskind im Arm hält, mit ausgebreiteten Armen über einer Schar von Gläubigen, Ordensmitgliedern, Angehörigen des Klerus oder auch Stifterfiguren.

## Bekannte Schutzmantelmadonnen

### Deutschland
- Die Ravensburger Schutzmantelmadonna wurde 1480 vermutlich von dem Künstler der Ulmer Schule Michel Erhart geschaffen. Die gefasste spätgotische Skulptur aus Lindenholz, die ehemals in der Liebfrauenkirche in Ravensburg stand, befindet sich heute in der Skulpturensammlung in Berlin.
- In der Nürnberger Frauenkirche findet sich im nördlichen Seitenschiff eine Schutzmantelmadonna des Nürnberger Bildhauers Adam Kraft (ca. 1455–1509) als Zentralfigur des Pergenstorffer Epitaphs.
- Von Gregor Erhart (ca. 1465–1540) stammte eine Schutzmantelmadonna auf dem Hochaltar der Zisterzienserkirche des Klosters Kaisheim bei Donauwörth (1502-04, 1945 zerstört). Die 1,5 m hohe Madonna trug einen blauen Mantel und ein goldenes Gewand und hielt das Jesuskind auf dem Arm. Unter dem Mantel beherbergte sie auf beiden Seiten je fünf Gläubige verschiedenen Alters und Berufes. Die Figur bestand aus farbig gefasstem Lindenholz.
- Als Fresko findet sich in der Kinderlehrkirche von Memmingen eine Schutzmantelmadonna, die um 1521 von Bernhard Strigel geschaffen wurde.
- Aus der Jüngeren Villacher Werkstatt (um 1517) stammt die außergewöhnlich gut erhaltene Laubholzskulptur (H 80 cm) einer Schutzmantelmadonna mit alter Fassung in Kolumba, dem Kunstmuseum des Erzbistums Köln (Schenkung Härle) in Köln. Zur Madonna und den beiden Gruppen von Schutzsuchenden gehört noch ein Engelspaar, das den Schutzmantel hochhält, so dass auch von einer Schutzmantelgruppe gesprochen wird.
- Die Darmstädter Madonna von Hans Holbein dem Jüngeren (1497–1543), entstanden 1526 in Basel, gruppiert den Bürgermeister von Basel und Mitglieder seiner Familie zu beiden Seiten kniend neben der Maria mit dem Christuskind. Die Figuren sind teilweise von einem angedeuteten Schutzmantel überdeckt. Das Gemälde zitiert damit ebenfalls den Bildtypus der Schutzmantelmadonna.

### Österreich

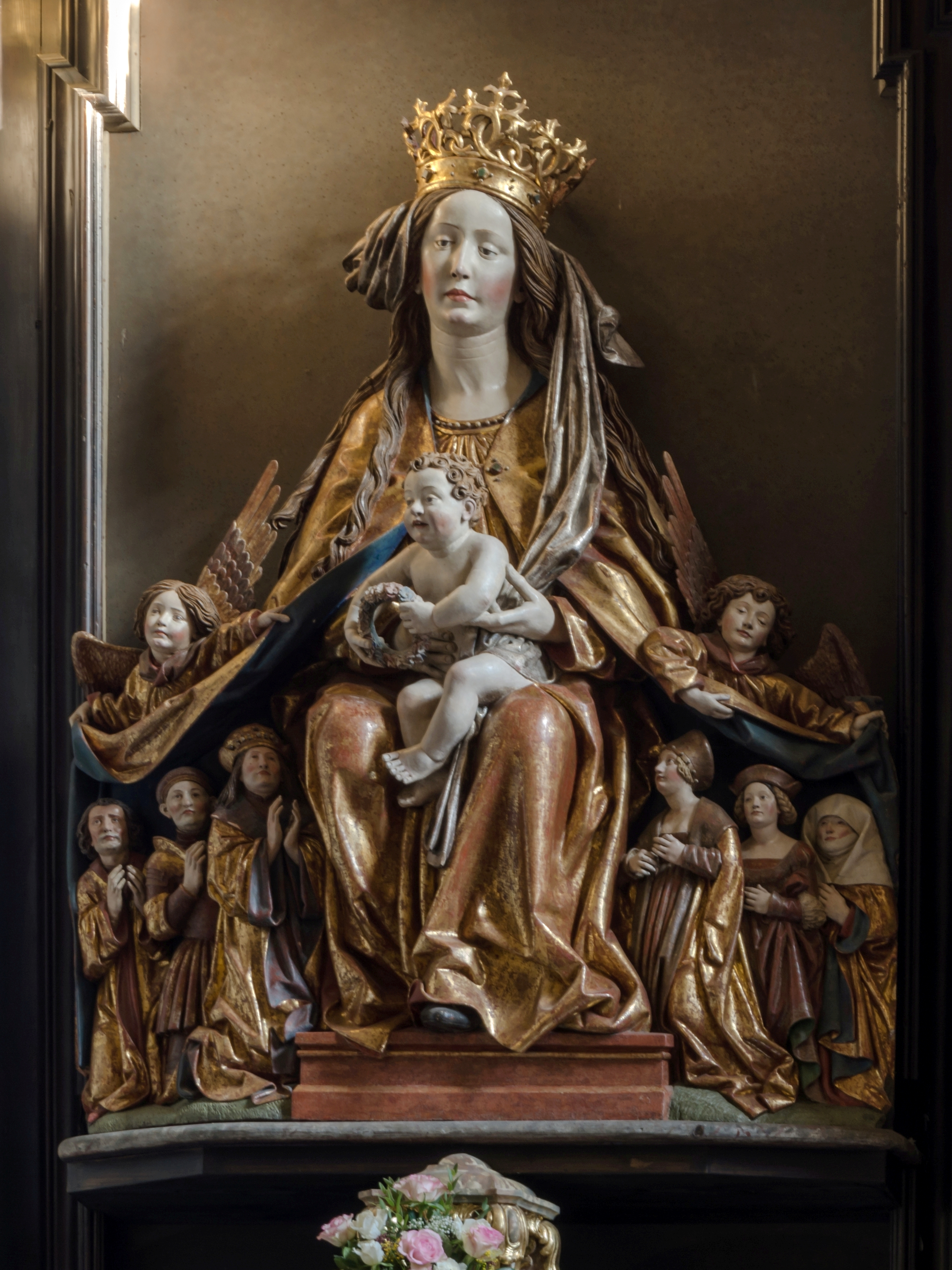
Frauensteiner Schutzmantelmadonna

- Eine bekannte Schutzmantelmadonna steht im Stift Admont der Benediktiner in der Steiermark. Die von einem unbekannten Meister um 1420 geschnitzte Holzfigur trägt einen blaugoldenen Mantel und ein rotes Kleid und hält das Jesuskind auf dem Arm.
- Die Frauensteiner Schutzmantelmadonna. In der Wallfahrtskirche Frauenstein im südlichen Oberösterreich befindet sich am Hochaltar eine nach 1510 entstandene, Gregor Erhart zugeschriebene Schutzmantelmadonna. Unter dem Mantel der Sitzfigur knien u. a. Kaiser Maximilian I. und seine zweite Ehefrau Bianca Maria Sforza. Stifter ist vermutlich Maximilian I.[2]
- Wallfahrtskirche Maria Gail im südlichen Kärnten. Die Kirche enthält einen üppig ausgestatteten barocken Hochaltar, in dessen Mittelpunkt eine holzgeschnitzte Schutzmantelmadonna aus der Zeit um 1600 steht. Dieses Hochrelief gilt als Gnadenbild und begründete den Ruf des Gotteshauses als Wallfahrtskirche.

### Schweiz
- Mehrere Beispiele von Schutzmantelmadonnen finden sich in den Kirchen von Sogn Gieri bei Rhäzüns im schweizerischen Kanton Graubünden, in der Kirche Temple de Saint-Gervais in Genf und in der Kirche St. Dionys-Wurmsbach bei Rapperswil-Jona im Kanton St. Gallen. Sehr häufig findet sich die Schutzmantelmadonna auch in spätmittelalterlichen Fresken im Kanton Tessin, wie zum Beispiel in S. Maria in Selva (Locarno), in S. Biagio (Ravecchia) und S. Ambrogio (Chironico).

### Frankreich

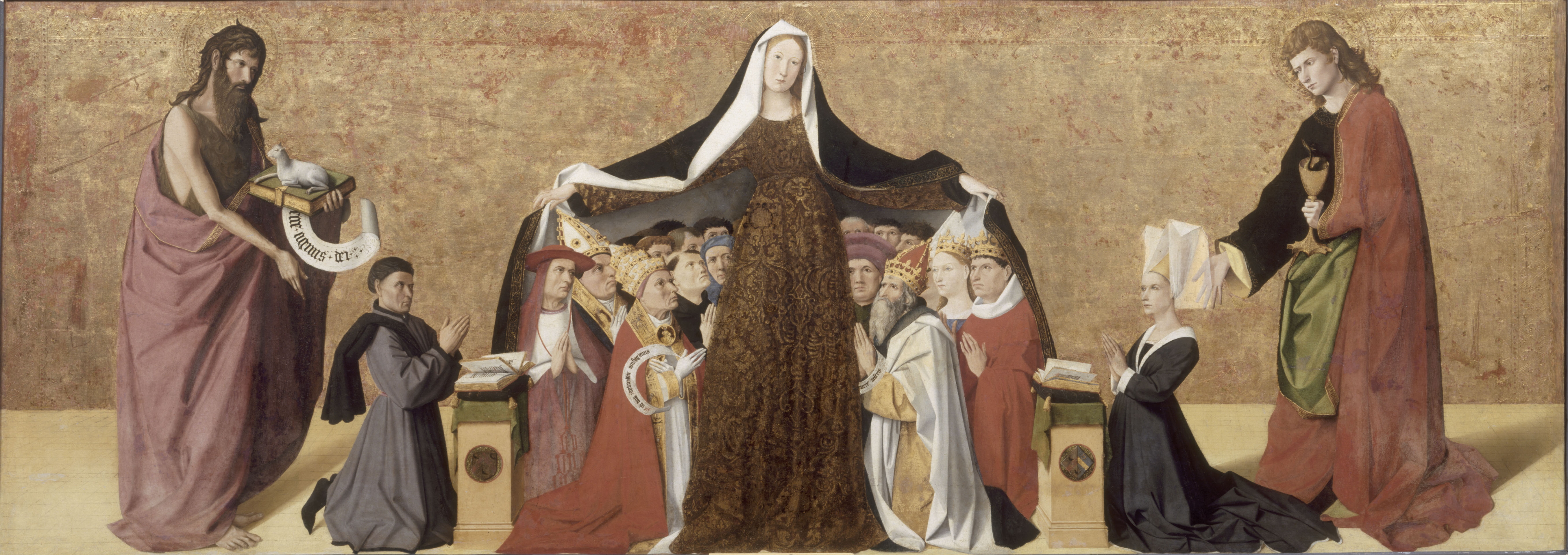
Schutzmantelmadonna von Enguerrand Quarton und Pierre Vilatte

- Schutzmantelmadonna der Familie Cadard, um 1452 von Enguerrand Quarton und Pierre Vilatte, heute im Musée Condé in Chantilly

### Italien
- Schutzmantelmadonna im Santuario di Trezzo von Dumenza

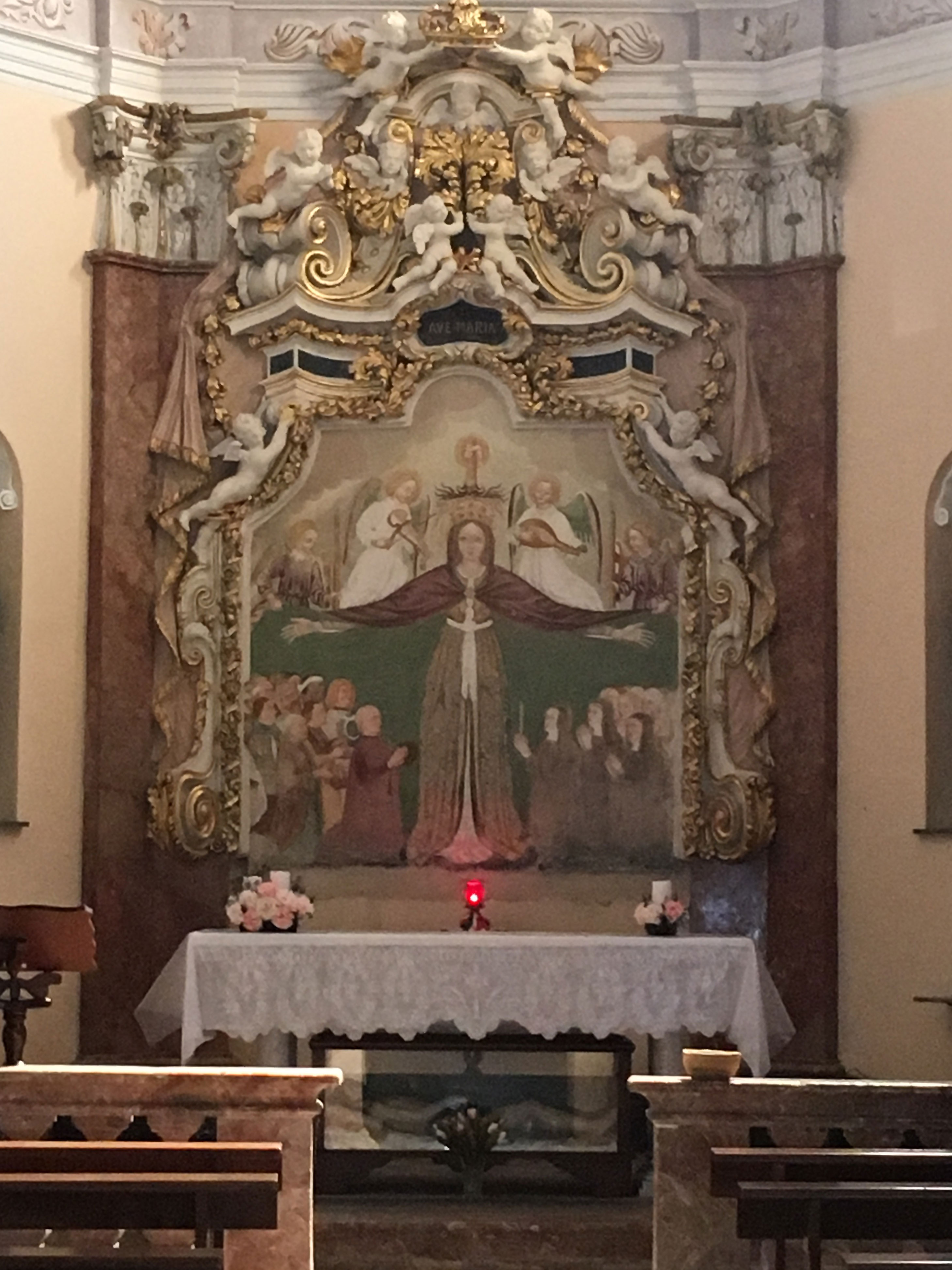
Schutzmantelmadonna im Santuario di Trezzo

### Spanien
- Schutzmantelmadonna im Schnitzaltar der Iglesia de Nuestra Señora de la Piedad in Ainzón
- Schutzmantelmadonna in einem Schlussstein im Gewölbe der Kathedrale von Barcelona, von 1379

## Pestbilder
Manchmal findet sich das Schutzmantelmotiv vom 14. bis ins 18. Jahrhundert in Pestbildern, in denen die Madonna ihre Verehrer vor der Seuche schützt.